# موازات نئاندرتال
موازات نئاندرتال (انگلیسی: The Neanderthal Parallax)، سه‌گانه‌ای از رمان‌های نوشته شده توسط رابرت جی ساویر است که توسط تور بوکز منتشر شده است. این اثر باز شدن ارتباط بین دو نسخه از زمین در جهان‌های موازی مختلف را به تصویر می‌کشد: دنیایی که برای خواننده آشناست، و دیگری که در آن نئاندرتال‌ها به انسان‌نمای باهوش (انسانیان) غالب تبدیل شدند. تفاوت‌های اجتماعی، معنوی و تکنولوژیکی بین این دو جهان محور داستان را تشکیل می‌دهد.

## دین
براست‌ها نه دین دارند و نه مفهومی از دین. این به دلیل یک ناباوری ساده یا بی خدایی جهانی نیست. براستها هرگز دین نداشتند و به دلیل ساختار مغزشان از نظر جسمی قادر به ایمان به خدا یا خدایان یا داشتن تجربیات مذهبی نیستند. قبل از تماس بین گلیکسین‌ها و باراست‌ها، باراست‌ها هیچ مفهومی از خالق نداشتند. زندگی پس از مرگ یا روح هرگز به ذهن آنها خطور نکرد. باراست‌ها نمی‌دانند که چگونه گلیکسین‌ها احتمالاً می‌توانند به داستان‌هایی که دینشان می‌گویند باور کنند، و گاهی از اصرار گلیکسین‌ها بر حقیقت باورهایشان ناامید می‌شوند. با این وجود، براست‌ها دین را به عنوان بخشی از شخصیت گلیکسین‌ها می‌پذیرند. براستها نیز معتقد به آغازی بودن جهان نیستند و به نظریه مه‌بانگ کافرند. در عوض، آنها بر این باورند که جهان همیشه وجود داشته است، و می‌توانند به شواهد علمی و نظریه تأیید شده برای حمایت از این باور اشاره کنند. آنها معتقدند که نظریات گلیکسین در مورد منشأ جهان به دلیل نیاز گلیکسین به اعتقاد به خالق و در نتیجه آغازی وجود دارد که علم گلکسین را مغرضانه می‌کند، بنابراین آنها شواهد را اشتباه تفسیر کردند. داستان قبل از شروع هر گونه آمیختگی و منطقی سازی علم دو نژاد در مقیاس بزرگ به پایان می‌رسد؛ بنابراین نتیجه نهایی مقایسه دقیق بین این دیدگاه‌ها ناشناخته است، اگرچه یک واژگونی قطب مغناطیسی که روی زمین اتفاق می‌افتد باعث می‌شود یک فقدان مشابه اعتقاد مذهبی/عرفانی رخ دهد. (به دنبال یک موج) زیرا مغز انسان در سراسر جهان تحت تأثیر قرار می‌گیرد (یک نتیجه ذکر شده این است که فهرست پیشنهادها برای صلح در صلح به عنوان کشمکش‌های مذهبی خاموش می‌شوند).